# Pozzuoli (stacja kolejowa 1889)
Pozzuoli (wł. Stazione di Pozzuoli) – stacja kolejowa w Pozzuoli, w prowincji Neapol, w regionie Kampania, we Włoszech. Położona jest na linii Cumana, w historycznym centrum Pozzuoli.

## Historia
Stacja została otwarta 15 grudnia 1889 wraz z odcinkiem Terme Patamia–Pozzuoli linii Cumana, ukończonej w całości w roku następnym.

## Linie kolejowe
- Cumana